# Benamargosa (kommunhuvudort)
Benamargosa är en kommunhuvudort i Spanien.   Den ligger i provinsen Provincia de Málaga och regionen Andalusien, i den södra delen av landet, 400 km söder om huvudstaden Madrid. Benamargosa ligger 109 meter över havet och antalet invånare är 1 547.
Terrängen runt Benamargosa är huvudsakligen kuperad, men åt sydost är den platt. Benamargosa ligger nere i en dal. Runt Benamargosa är det tätbefolkat, med 356 invånare per kvadratkilometer. Närmaste större samhälle är Vélez-Málaga, 10,1 km sydost om Benamargosa. Trakten runt Benamargosa består till största delen av jordbruksmark.